# أليس آدامز (كاتبة)
أليس آدامز (بالإنجليزية: Alice Adams) (14 أغسطس، 1926 – 27 مايو، 1999) هي روائية أمريكية وكاتبة قصص قصيرة. أصبحت في عام 1982 ثالث مؤلفة من أربعة مؤلفين فقط ممن حصلوا على جائزة أوليفّر هنري الخاصة للإنجاز المستمر لقصصها القصيرة (ذهبت الجوائز الأخرى إلى جون أبدايك، وجويس كارول أوتس، وآليس مونرو).

## حياتها المبكرة
وُلدت أليس بويد آدامز فريدريكسبيورغ، فيرجينيا، وكانت الطفلة الوحيدة لأغاثا إرسكين بويد آدامز ونيكولسون بارني آدامز. كان والدها أستاذًا للغة الإسبّانية ووالدتها كاتبة طموحة، ولكنها غير ناجحة وأيضًا أمينة مكتبة جامعية. وَصَفت آدامز عائلتها بأنها «ثلاثة اشحاص معقدون ومنعزلون». نشأت في تشابل هيل، كارولاينا الشمالية. ارتادت المدارس العامة في تشابل هيل وويسكونسن قبل تخرجها من مدرسة سانت كاثرين في ريتشموند، فيرجينيا بعمر 16 عامًا. ذهبت من هناك مباشرةً إلى كلية رادكليف، حيث تلقت دورة في كتابة القصة القصيرة في هارفارد قبل تخرجها عام 1946 بعمر 19 عامًا. وبعد عملها في النشر في نيويورك، تزوجت من مارك لينينتال الابن، وهو طالب في هارفارد كان سجين حرب في ألمانيا. عاشا في باريس في الأعوام 1947-1948 حيث أصبحا صديقين لنورمان ميلر وزوجته الأولى، بياتريس سيلفرمان ميلر، ثم انتقلا إلى بالو ألتو حيث ارتاد مارك كلية الدراسات العليا في الأدب الإنجليزي في جامعة ستانفورد وعملت أليس في وظائف كتابية. أصبحا صديقين للكاتب والمحرر لاحقًا ويليام أس. أبراهامز. وُلد طفلهما الوحيد، الفنان بّيتر لينينتال عام 1951. وانتقلا إلى سان فرانسيسكو عام 1955، حيث بدأ مارك بالتدريس في جامعة ولاية سان فرانسيسكو (كانت كلية آنذاك). استمرت أليس بكتابة الروايات خلال زواجهما ولكنها افتقرت للحظ في مجال النشر. تطلَّق ولينينتال وآدامز عام 1958.

## سيرتها المهنية
باعت آدامز قصتها القصيرة، مطر الشتاء، إلى مجلة تشارم. كانت روايتها الأولى بعنوان الحب المتهور (1966). بدأت في عام 1969 بنشر قصص في ذا نيويوركر وحصلت على تقدير متزايد. نشرت أكثر من 25 قصة هناك. كتبت أحد عشر رواية، من ضمنها الرواية الأكثر مبيعًا النساء المتفوقات، ولكن أكثر ما تشتهر به وتُحترم عليه هو قصصها القصيرة، المجموعة في فتاة جميلة (1979)، ولأراك مرة أخرى (1982)، ورحلات العودة (1985)، وبعدما رحلت (1989)، والمدينة المحبوبة الأخيرة (1999)، وكذلك في مجموعة تلت وفاتها بعنوان قصص أليس آدامز (2002). نُشرت كل مجموعات قصصها القصيرة وكل رواياتها ما عدا واحدة من قبل فيكتوريا ويلسون في ألفريد أي. نوبف المتحدة. ظهرت بعد الحرب وقصص أليس آدامز بعد وفاتها.
اكتسبت آدامز مكانة لها في الأدب الأمريكي لأواخر القرن العشرين، وقد كتبت كرستين سي. فيرجسون، «ليس فقط من خلال مهارتها وأناقتها في النثر، بل أيضًا من خلال تحديها للنبذ المبتذل لاحتماليات الحب التعويضية. هي تقدم عالمًا حيث يمكن للمرأة الذكية والمستقلة أن تحصل على كعكتها وتتناولها أيضًا، وتتمتع بالنجاح المهني والعاطفي، وتثابر بعناد حتى لو لم تنجح في كثير من الأحيان. لا تكف آدامز أبدًا عن وصف كل التقلبات وخيبات الأمل التي تصيب العلاقات الجنسية والأفلاطونية، ولكنها لا تدع هذه الأوصاف كذلك تنتج حسًا من التشاؤم الساحق». وصف المراجعون عملها بأنه «دمج أحاسيس جين أوستن وماري مكارثي». حصلت على جوائز عديدة شملت جائزة أوليفر هنري الخاصة للإنجاز المستمر، وعدة جوائز لأفضل القصص القصيرة الأمريكية، وزمالتَي جوجنهايم وإن إي إيه، وجائزة في الأدب من الأكاديمية الأمريكية ومعهد الفنون والآداب. جُمعت قصصها مرارًا، بما فيها 22 مجموعة حصلت على جوائز أوليفر هنري.
درَّست الكتابة في جامعة ستانفورد، وجامعة كاليفورنيا في دافّيس، وجامعة كاليفورنيا في بركلي.

## الجوائز
- زمالة غوغنهايم